# Jorge Guamán
Jorge Gonzalo Guamán Coronel (Pujilí, 22 de abril de 1965) es un político ecuatoriano, que se desempeñó como Prefecto provincial de Cotopaxi.

## Trayectoria política
Inició su vida pública en 1997 como coordinador del Movimiento de Unidad Plurinacional Pachakutik. Posteriormente se convirtió en el primer presidente del Consejo de Nacionalidades y Pueblos de Ecuador, al que ingresó como representante de la CONAIE.
En las elecciones legislativas de 2002 fue elegido diputado nacional en representación de la provincia de Cotopaxi por el movimiento Pachakutik. Durante los dos primeros años de su periodo formó parte de la comisión de asuntos indígenas y otras etnias. A principios de 2005 fue nombrado segundo vicepresidente del Congreso Nacional.
En 2007 participó infructuosamente como candidato a la Asamblea Constituyente del mismo año por Pachakutik.
En las elecciones seccionales de 2014 fue elegido prefecto provincial de Cotopaxi por Pachakutik, venciendo a la entonces prefecta Blanca Guamangate, quien buscaba la reelección y había sido parte de Pachakutik antes de pasar al movimiento oficialista Alianza PAIS. La administración de Guamán en la prefectura se centró en las áreas de riego y vialidad para las zonas rurales. Para las elecciones de 2019 fue reelecto al cargo con el 31.9% de los votos.
El 16 de septiembre de 2022 renunció al cargo para presentarse como candidato a la alcaldía de Latacunga en las elecciones seccionales de 2023.